# Wet Tropics Nemzeti Park
A Wet Tropics Nemzeti Park ausztrál világörökségi helyszín nagyjából 8 940 km² trópusi esőerdőt foglal magában és végighúzódik a Nagy-Vízválasztó-hegység északkelet-queenslandi részén. A nemzeti park eleget tesz a természeti helyszínekkel szemben támasztott négy lehetséges követelmény mindegyikének.  A címet 1988-ban nyerte el.  A Wet Tropics Nemzeti Park 2007 májusában az Australian National Heritage List (Ausztráliai Nemzeti Örökség) tagja lett.
Az esőerdőben találhatók a földön a legnagyobb koncentrációban a primitív virágos növények családjai.  Csak Madagaszkár és Új-Kaledónia - történelmi elszigeteltségüknek köszönhetően - rendelkezik az endemikus élőlények hasonló szintű, nedves, trópusi régióival.

## Földrajz

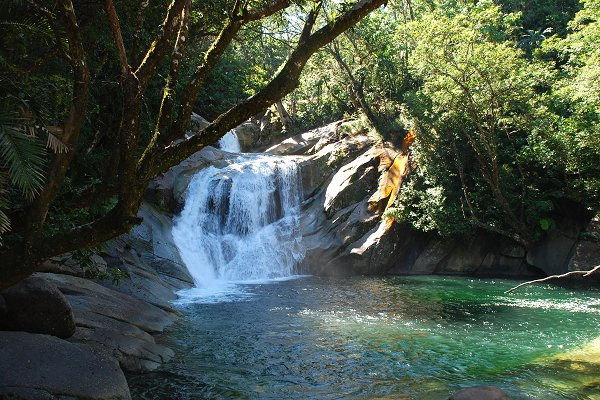
Josephine Falls, 2008

A Wet Tropics Nemzeti Park Townsville-től Cooktownig húzódik, közel párhuzamosan a Nagy Korallzátonnyal (szintén világörökségi helyszín).
Területe szaggatott.  A Nagy-Vízválasztó-hegység és számos kisebb parti terület, felföld, fennsík, hegyláb és hegyoldal határozza meg a tájat.
Az örökségi helyszín magában foglalja a queenslandi trópusi esőerdő északi szakaszát, beleértve a Daintree-esőerdőt is. Az esőerdők 16 különböző típusát azonosították itt.
A nemzeti parkban található Ausztrália legmagasabb, Wallaman Falls nevű vízesése. 13 nagyobb folyó érinti: az  Annan, a Bloomfield, a Daintree, a Barron, a Mulgrave, a Russell, a Johnstone, a Tully, a Herbert, a Burdekin, a Mitchell, a Normanby és a Palmer folyó. Ugyancsak a nemzeti park területén fekszik a Copperlode Dam, a Koombooloomba Dam és a Paluma Dam nevű duzzasztómű.

### Védett területek

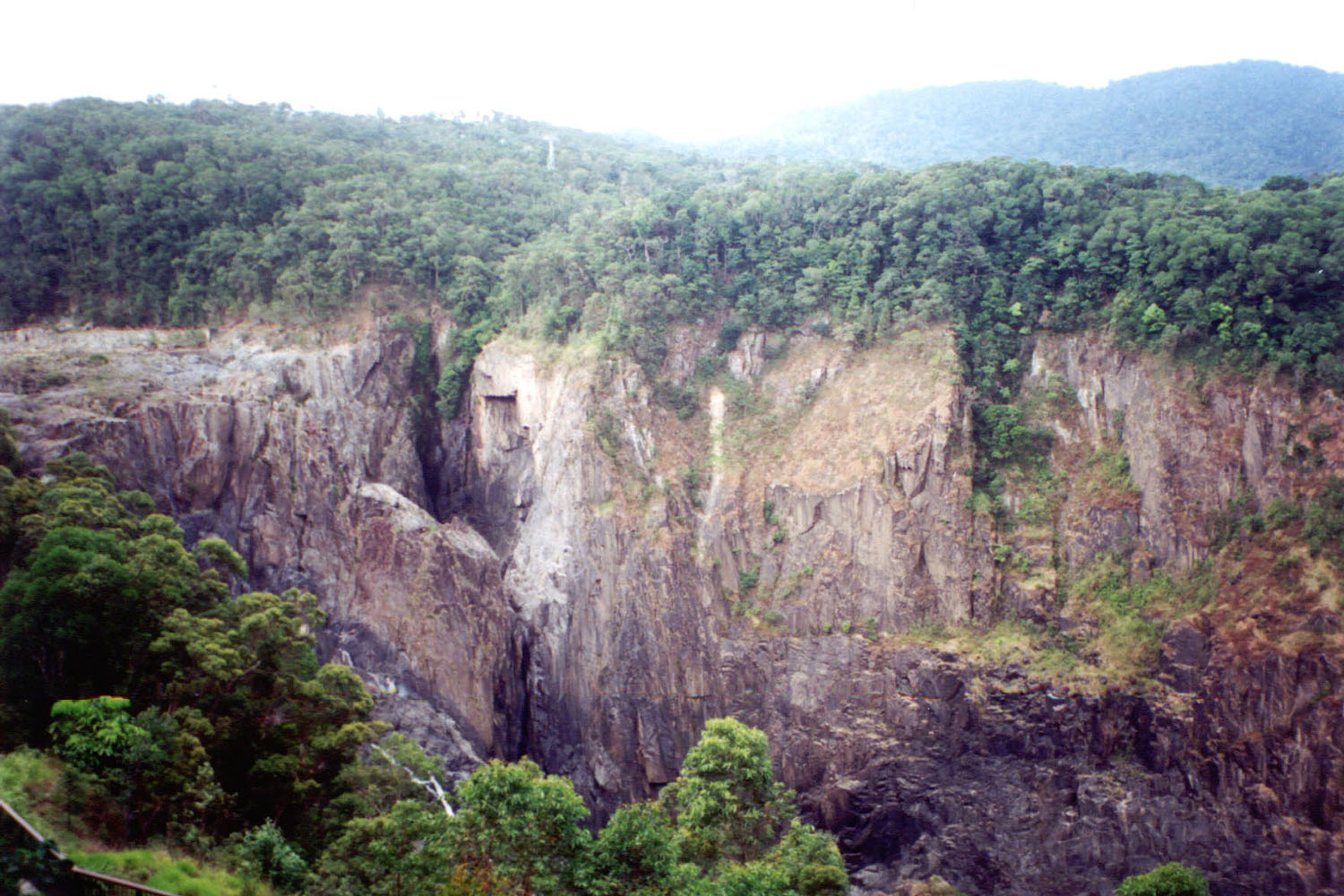
A Barron-szurdok a Barron Gorge Nemzeti Parkban

A terület 15%-a nemzeti parkként védett. A nemzeti parkok közül az alábbiak tartoznak a Wet Tropics Nemzeti Park területéhez:
- Barron Gorge Nemzeti Park
- Black Mountain (Kalkajaka) Nemzeti Park
- Cedar Bay Nemzeti Park
- Daintree Nemzeti Park
- Edmund Kennedy Nemzeti Park
- Girringun Nemzeti Park
- Kirrama Nemzeti Park
- Kuranda Nemzeti Park
- Wooroonooran Nemzeti Park

Van továbbá több mint 700 egyéb védett terület, köztük magántulajdonban lévők is.
1983-ban alakították meg a Wet Tropics Intéző Bizottságot. Ez a szervezet a felelős azért, hogy a helyszín eleget tegyen az Ausztrália által a világörökségi egyezményben vállalt kötelezettségeknek.  Az ügynökség 2012-ben 12 embert foglalkoztatott a queenslandi Department of Environment and Heritage Protection (Környezet- és Örökségvédelmi Minisztérium) részeként. Igazgatótanács irányítja, mely a Wet Tropics Ministerial Council (Wet Tropics Miniszteri Tanács) alá tartozik, amelybe úgy a queenslandi, mint a szövetségi kormány küld képviselőket.

## Növényvilág

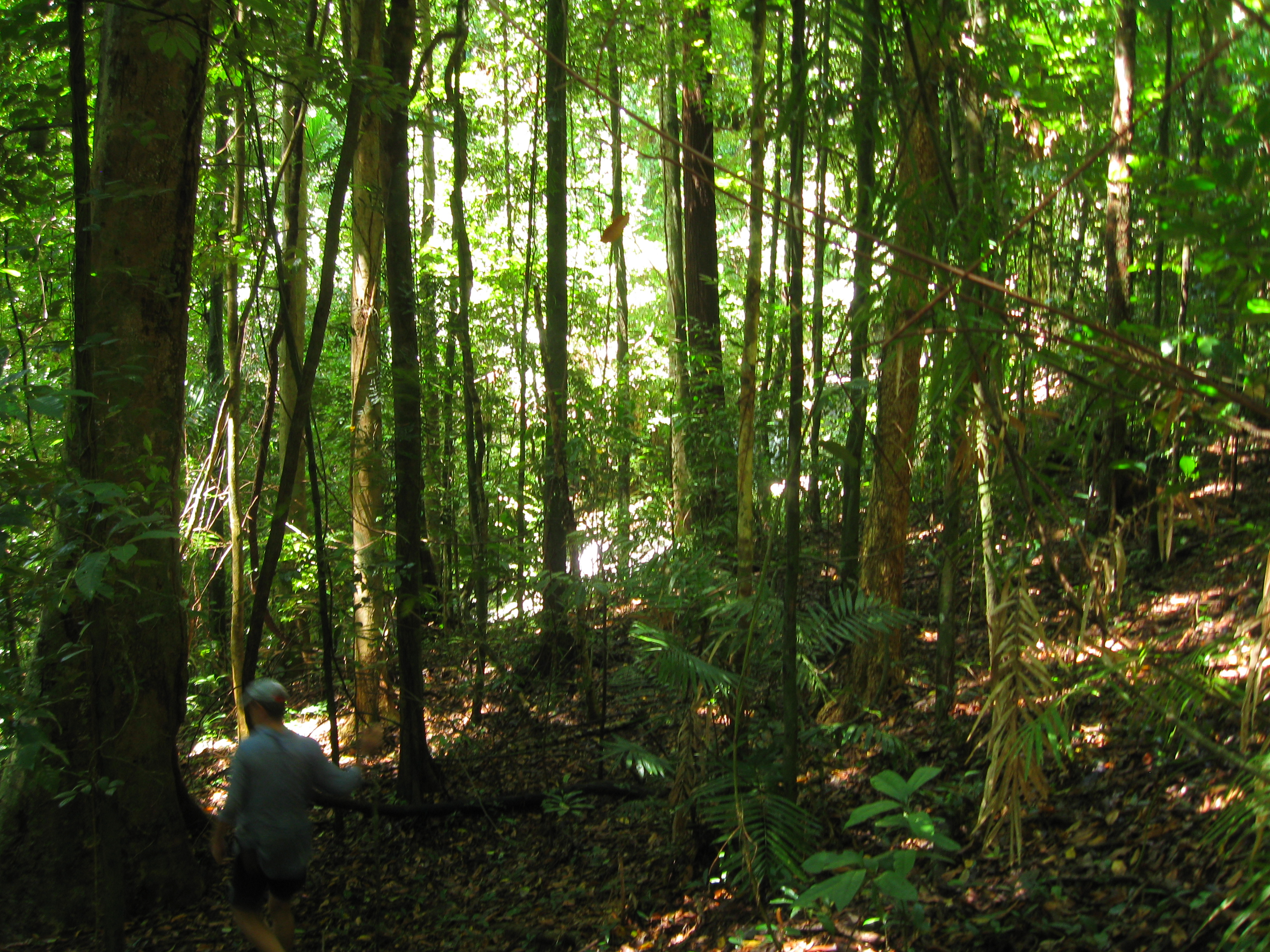
Daintree-esőerdő, 2011

A helyszínen több mint 390 ritka növényfaj él, melyek közül 74 a fenyegetett fajok közé tartozik. Legalább 85 faj endemikus élőlény - azaz természetes állapotban csak ezen a területen található meg -, 13 különböző esőerdei típus és 29 mangrove, több mint bárhol máshol az országban. A földön előforduló 19 primitív virágos növénycsalád 12 tagja fellelhető a nemzeti parkban, közülük kettő kizárólag itt van jelen.  Ez legalább ötven egyedi fajt jelent, melyek endemikus jellegűek a területen.
Az orchideafélék 90 faját jegyezték fel.  A mirtuszfélék közé tartozó hatalmas, ritka Stockwellia fák csak a Wet Tropics esőerdős felföldjén nőnek. Ezek a leszármazottai az egykori Gondwana (őskontinens) nagyon hasonló, megkövesedett fajainak, melyeket az eukaliptusz-félék egyik ősének tartanak, és amelyek oly sok változatban terjedtek el mára. Ausztrália haraszt fajainak 65%-a nő itt védetten, beleértve mind a hét ősi haraszt fajt.

## Állatvilág
| Állat     | Faj | Endemikus faj | Monotipikus taxon |
| --------- | --- | ------------- | ----------------- |
| Madár     | 370 | 11            | 0                 |
| Emlős     | 107 | 11            | 2                 |
| Hüllő     | 113 | 24            | 3                 |
| Kétéltű   | 51  | 22            | 0                 |
| Források: |     |               |                   |

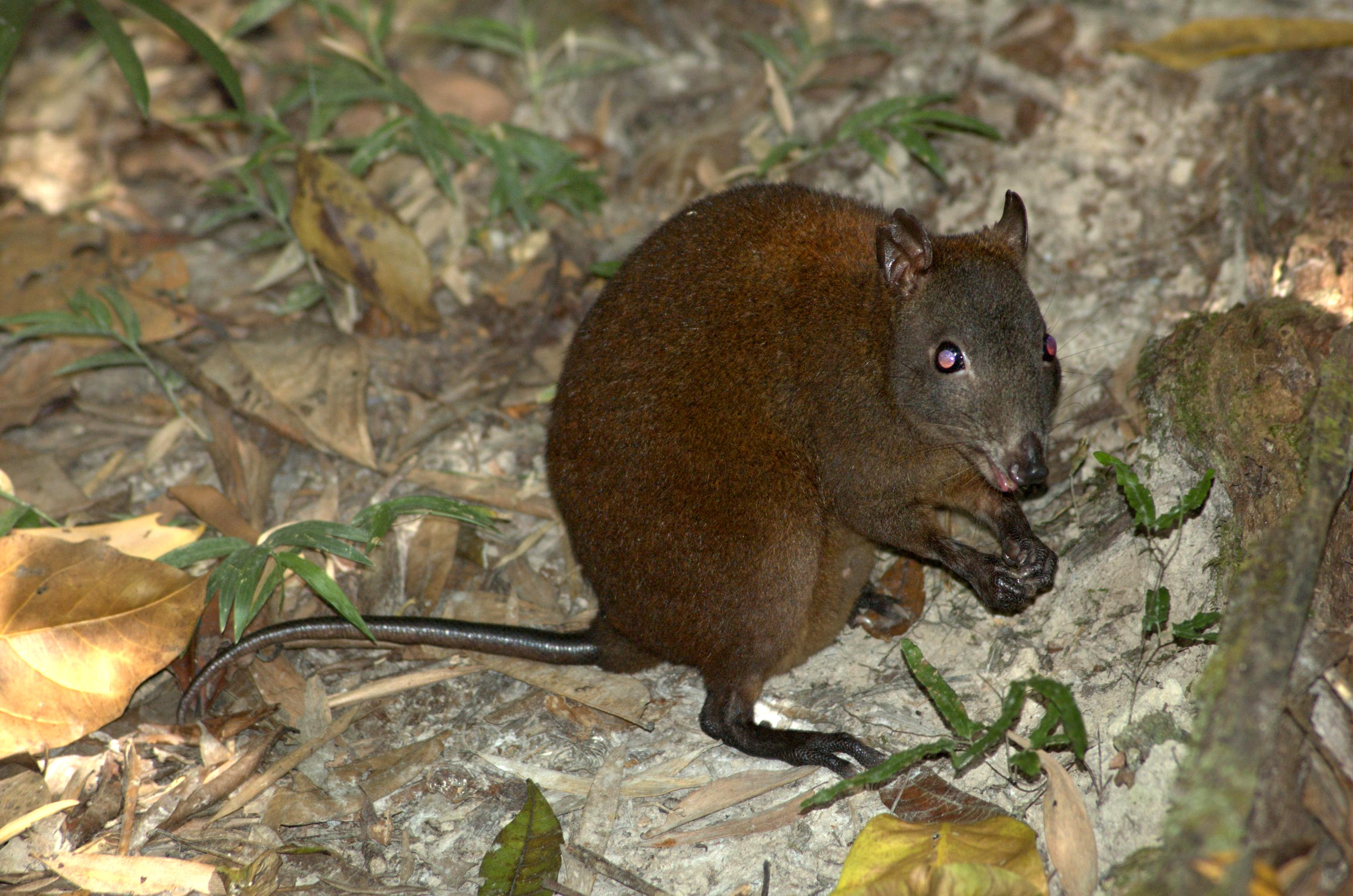
Az erszényesek közé tartozó pézsma-patkánykenguru csak a Wet Tropics ökorégió lakója.

370 madárfajt figyeltek meg a területen. Közülük 11 sehol máshol nem található meg.
A veszélyeztetett sisakos kazuár és a ritka óriás erszényesnyest a fenyegetett fajok közé tartozik, míg a pézsma-patkánykenguru egyike annak az 50 állatfajnak, melyek csak ehhez a területhez kötődnek. A pézsma-patkánykenguru azért jelentős, mert a kenguruk fejlődésének egy korai állomását reprezentálja. A ritka állatok közé tartozik még a sárgahasú erszényesmókus és az ecsetfarkú patkánykenguru.  107 emlős fajt azonosítottak. Ausztrália legritkább emlősét, a rovaerevő csőorrú denevért szintén itt fedezték fel.  Az ausztráliai rágcsálófajok negyedét szintén a nemzeti parkban találták meg.
113 féle hüllőt, köztük 24 endemikus fajt találtak a területen, és él itt 51 kétéltű faj is, melyek közül 22 ehhez a területhez kötődik. Az endemizmus magas fokának egyik oka, hogy a táj geomorfológiailag változatos, ami szigetszerű élőhelyeket eredményezett, melyeken jól megkülönböztethető alfajok jöttek létre. Néhány faj bizonyos hegyhez vagy hegycsoporthoz kötődik.

## Éghajlat
A csapadék mennyisége jelentős mértékben változik a magasságtól és a tengerpart irányultságától, e két legmeghatározóbb tényezőtől függően.  Az éves csapadékátlagok 1200 és 8000 mm közé esnek.  A Cairns és Tully között húzódó legnagyobb hegyek kapják a legtöbb csapadékot, főleg az orografikus tényezők hatására. A Mount Bellenden Ker a legnedvesebb meteorológiai állomás a körzetben, más hasonlóan esős hegycsúcsok és keleti lejtők mellett.  A csapadék többsége november és április között hullik le. A területet a trópusi ciklonok sem hagyják érintetlenül.

## A környezetet fenyegető veszélyek
Az alföldi cukornádtermelés bővülése komoly fenyegetést jelent a veszélyeztetett ökoszisztémára.  Részben elvesztette egybefüggő voltát és természetes vegetációja elszegényedett. Az invazív kártevő fajok más jellegű problémát jelentenek, mint az utak  és távvezetékek miatti belső töredezettség.  A rovar- és lárvafajok speciális gondot okoznak, mert néhányukat igen nehéz felfedezni. A terület egy részét elzártak a nyilvánosság elől, megelőzendő a gombakártevők behurcolását. A sisakos kazuárok gyakran válnak a közlekedési eszközök áldozataivá.

## Külső hivatkozások
- Wet Tropics Management Authority oldala
- A Wet Tropics Nemzeti Park világörökségi listája

## Fordítás
- Ez a szócikk részben vagy egészben a Wet Tropics of Queensland című angol Wikipédia-szócikk ezen változatának fordításán alapul.  Az eredeti cikk szerkesztőit annak laptörténete sorolja fel. Ez a jelzés csupán a megfogalmazás eredetét és a szerzői jogokat jelzi, nem szolgál a cikkben szereplő információk forrásmegjelöléseként.